# A két torony
A két torony J. R. R. Tolkien angol író A Gyűrűk Ura című fantasy-regényének második kötete. A Gyűrű Szövetsége előzi meg és a Király visszatér követi. A könyv eredetileg 1954. július 29-én jelent meg az Egyesült Királyságban. Magyarul először a Gondolat Kiadónál jelent meg a mű, 1981-ben. A prózai részeket Göncz Árpád fordította, a verseket pedig Tandori Dezső.

## Magyarul
- A Gyűrűk Ura, 1–3.; ford. Göncz Árpád, Réz Ádám, versford. Tandori Dezső; Gondolat, Bp., 1981
  - 1. A Gyűrű szövetsége
  - 2. A két torony
  - 3. A király visszatér

## Fordítás
- Ez a szócikk részben vagy egészben  a   The Two Towers című angol Wikipédia-szócikk ezen változatának fordításán alapul.  Az eredeti cikk szerkesztőit annak laptörténete sorolja fel. Ez a jelzés csupán a megfogalmazás eredetét és a szerzői jogokat jelzi, nem szolgál a cikkben szereplő információk forrásmegjelöléseként.